# Севостьяновка (Воронежская область)
Севостьяновка — хутор в Семилукском районе Воронежской области, относится к Лосевскому сельскому поселению.

## География
Севостьяновка находится в 25 километрах от Семилук и в 35 км от Воронежа.
На хуторе имеется одна улица — Ямская.

## Население
| 2010 |
| ---- |
| 49   |

В 2005 году на хуторе проживало 68 человек.